# Herman Wouk est toujours en vie
Herman Wouk est toujours en vie (titre original : Herman Wouk Is Still Alive) est une nouvelle de Stephen King parue tout d'abord en 2011 dans le numéro de mai du magazine The Atlantic, puis dans le recueil Le Bazar des mauvais rêves en 2015.

## Résumé
Brenda et Jasmine, deux amies d'enfance, partent en voyage avec leurs sept enfants. Phil Henreid et Pauline Enslin, deux poètes âgés en route pour faire une lecture publique, se sont arrêtés pour faire un pique-nique. Leurs routes vont se croiser.

## Genèse
La nouvelle est parue tout d'abord en mai 2011 dans le magazine The Atlantic et a été incluse par la suite dans le recueil Le Bazar des mauvais rêves en 2015.

## Distinction
La nouvelle a remporté le prix Bram Stoker de la meilleure nouvelle courte 2012.